# 拉布寺
拉布寺，位于中国青海省称多县拉布乡，为第六批青海省文物保护单位，公布日期为1998年12月22日，类型为古建筑。
拉布寺的历史年代为明。